# Guettarda mollis
Guettarda mollis är en måreväxtart som beskrevs av Dc.. Guettarda mollis ingår i släktet Guettarda och familjen måreväxter. Inga underarter finns listade i Catalogue of Life.